# Jacques Barrot
Jacques Barrot (Yssingeaux, Alto Loira, 3 de febrero de 1937-París, 3 de diciembre de 2014) fue un político francés que formó parte del partido Unión por un Movimiento Popular (UMP), de ideología conservadora. 
Antes ocupó varios cargos ministeriales en Francia. Entre 1978 y 1979, fue ministro de Comercio y Artesanado, posteriormente (1979-1981) ministro de Sanidad y Seguridad Social, ministro de Trabajo, Diálogo Social y Participación (1995) y ministro de Trabajo y Asuntos Sociales (1995-1997).  
Barrot trabajó en la Comisión Europea desde abril de 2004 hasta noviembre de 2009, siendo Comisario de Política Regional en la Comisión Prodi y como Vicepresidente y Comisario de Transportes (hasta octubre de 2008) y como Comisario de Justicia, Libertad y Seguridad, manteniendo la Vicepresidencia, en la primera Comisión Barroso.
Falleció el 3 de diciembre de 2014 en el metro de París.